# 日曜夕方音楽堂
『日曜夕方音楽堂』（にちようゆうがたおんがくどう）は、2023年4月9日から山陰放送運営のBSSラジオで放送されているラジオ番組。
『サンセットロード』に替わってスタートした日曜夕方の音楽番組で、山陰放送のアナウンサーが不定期シフト制で引き続きパーソナリティを務めている。洋楽のみのオンエアであった前番組と違い、オールジャンルからセレクトされる。
当初は16:00 - 17:00（日本標準時）に放送の1時間番組であったが、2023年7月2日からは16:45までの放送となっている。